# James Blake (album)
James Blake is het debuut studioalbum van de Britse singer-songwriter en producer James Blake, dat werd uitgebracht op 4 februari 2011 bij zijn eigen label ATLAS Records, ondersteund door A&M Records.

## Tracklist
| 1.                 | Unluck                | James Blake            | James Blake          | 3:00 |
| 2.                 | The Wilhelm Scream    | Blake                  | Blake                | 4:37 |
| 3.                 | The Wilhelm Scream    | Blake                  | Blake                | 4:37 |
| 4.                 | Lindisfarne I         | Blake                  | Blake                | 2:42 |
| 5.                 | Lindisfarne II        | Blake, Rob McAndrews   | Blake, Rob McAndrews | 3:01 |
| 6.                 | Limit to your love    | Leslie Feist, Gonzales | Blake                | 4:36 |
| 7.                 | Give Me My Month      | Blake                  | Blake                | 1:56 |
| 8.                 | To Care (Like You)    | Blake                  | Blake                | 3:52 |
| 9.                 | Why Don't You Call Me | Blake                  | Blake                | 1:35 |
| 10.                | I Mind                | Blake                  | Blake                | 3:31 |
| 11.                | Measurements          | Blake                  | Blake                | 4:19 |
| Totale duur: 38:00 |                       |                        |                      |      |

## Medewerkers
Muzikanten
- James Blake – zang, piano, keyboard
- Rob McAndrews – tekst en productie (nummer 5)

## Hitnoteringen

### NederlandseAlbum Top 100
| Hitnotering (week 1 t/m 13): 12-02-2011 t/m 07-05-2011 Hitnotering (week 14): 16-07-2011 Hitnotering (week 15 t/m 16): 27-08-2011 t/m 03-09-2011 | Hitnotering (week 1 t/m 13): 12-02-2011 t/m 07-05-2011 Hitnotering (week 14): 16-07-2011 Hitnotering (week 15 t/m 16): 27-08-2011 t/m 03-09-2011 | Hitnotering (week 1 t/m 13): 12-02-2011 t/m 07-05-2011 Hitnotering (week 14): 16-07-2011 Hitnotering (week 15 t/m 16): 27-08-2011 t/m 03-09-2011 | Hitnotering (week 1 t/m 13): 12-02-2011 t/m 07-05-2011 Hitnotering (week 14): 16-07-2011 Hitnotering (week 15 t/m 16): 27-08-2011 t/m 03-09-2011 | Hitnotering (week 1 t/m 13): 12-02-2011 t/m 07-05-2011 Hitnotering (week 14): 16-07-2011 Hitnotering (week 15 t/m 16): 27-08-2011 t/m 03-09-2011 | Hitnotering (week 1 t/m 13): 12-02-2011 t/m 07-05-2011 Hitnotering (week 14): 16-07-2011 Hitnotering (week 15 t/m 16): 27-08-2011 t/m 03-09-2011 | Hitnotering (week 1 t/m 13): 12-02-2011 t/m 07-05-2011 Hitnotering (week 14): 16-07-2011 Hitnotering (week 15 t/m 16): 27-08-2011 t/m 03-09-2011 | Hitnotering (week 1 t/m 13): 12-02-2011 t/m 07-05-2011 Hitnotering (week 14): 16-07-2011 Hitnotering (week 15 t/m 16): 27-08-2011 t/m 03-09-2011 | Hitnotering (week 1 t/m 13): 12-02-2011 t/m 07-05-2011 Hitnotering (week 14): 16-07-2011 Hitnotering (week 15 t/m 16): 27-08-2011 t/m 03-09-2011 | Hitnotering (week 1 t/m 13): 12-02-2011 t/m 07-05-2011 Hitnotering (week 14): 16-07-2011 Hitnotering (week 15 t/m 16): 27-08-2011 t/m 03-09-2011 | Hitnotering (week 1 t/m 13): 12-02-2011 t/m 07-05-2011 Hitnotering (week 14): 16-07-2011 Hitnotering (week 15 t/m 16): 27-08-2011 t/m 03-09-2011 | Hitnotering (week 1 t/m 13): 12-02-2011 t/m 07-05-2011 Hitnotering (week 14): 16-07-2011 Hitnotering (week 15 t/m 16): 27-08-2011 t/m 03-09-2011 | Hitnotering (week 1 t/m 13): 12-02-2011 t/m 07-05-2011 Hitnotering (week 14): 16-07-2011 Hitnotering (week 15 t/m 16): 27-08-2011 t/m 03-09-2011 | Hitnotering (week 1 t/m 13): 12-02-2011 t/m 07-05-2011 Hitnotering (week 14): 16-07-2011 Hitnotering (week 15 t/m 16): 27-08-2011 t/m 03-09-2011 | Hitnotering (week 1 t/m 13): 12-02-2011 t/m 07-05-2011 Hitnotering (week 14): 16-07-2011 Hitnotering (week 15 t/m 16): 27-08-2011 t/m 03-09-2011 | Hitnotering (week 1 t/m 13): 12-02-2011 t/m 07-05-2011 Hitnotering (week 14): 16-07-2011 Hitnotering (week 15 t/m 16): 27-08-2011 t/m 03-09-2011 | Hitnotering (week 1 t/m 13): 12-02-2011 t/m 07-05-2011 Hitnotering (week 14): 16-07-2011 Hitnotering (week 15 t/m 16): 27-08-2011 t/m 03-09-2011 | Hitnotering (week 1 t/m 13): 12-02-2011 t/m 07-05-2011 Hitnotering (week 14): 16-07-2011 Hitnotering (week 15 t/m 16): 27-08-2011 t/m 03-09-2011 | Hitnotering (week 1 t/m 13): 12-02-2011 t/m 07-05-2011 Hitnotering (week 14): 16-07-2011 Hitnotering (week 15 t/m 16): 27-08-2011 t/m 03-09-2011 | Hitnotering (week 1 t/m 13): 12-02-2011 t/m 07-05-2011 Hitnotering (week 14): 16-07-2011 Hitnotering (week 15 t/m 16): 27-08-2011 t/m 03-09-2011 | Hitnotering (week 1 t/m 13): 12-02-2011 t/m 07-05-2011 Hitnotering (week 14): 16-07-2011 Hitnotering (week 15 t/m 16): 27-08-2011 t/m 03-09-2011 | Hitnotering (week 1 t/m 13): 12-02-2011 t/m 07-05-2011 Hitnotering (week 14): 16-07-2011 Hitnotering (week 15 t/m 16): 27-08-2011 t/m 03-09-2011 |
| Week: | 1 | 2 | 3 | 4 | 5 | 6 | 7 | 8 | 9 | 10 | 11 | 12 | 13 | | 14 | | 15 | 16 | | | |
| --- | --- | --- | --- | --- | --- | --- | --- | --- | --- | --- | --- | --- | --- | --- | --- | --- | --- | --- | --- | --- | --- |
| Positie: | 6 | 12 | 16 | 20 | 22 | 32 | 45 | 58 | 59 | 47 | 71 | 92 | 97 | uit | 73 | uit | 59 | 98 | | | |

### VlaamseUltratop 200Albums
| Hitnotering (week 1 t/m 16): 12-02-2011 t/m 28-05-2011 Hitnotering (week 17): 11-06-2011 Hitnotering (week 18 t/m 22): 09-07-2011 t/m 06-08-2011 Hitnotering (week 23): 20-08-2011 | Hitnotering (week 1 t/m 16): 12-02-2011 t/m 28-05-2011 Hitnotering (week 17): 11-06-2011 Hitnotering (week 18 t/m 22): 09-07-2011 t/m 06-08-2011 Hitnotering (week 23): 20-08-2011 | Hitnotering (week 1 t/m 16): 12-02-2011 t/m 28-05-2011 Hitnotering (week 17): 11-06-2011 Hitnotering (week 18 t/m 22): 09-07-2011 t/m 06-08-2011 Hitnotering (week 23): 20-08-2011 | Hitnotering (week 1 t/m 16): 12-02-2011 t/m 28-05-2011 Hitnotering (week 17): 11-06-2011 Hitnotering (week 18 t/m 22): 09-07-2011 t/m 06-08-2011 Hitnotering (week 23): 20-08-2011 | Hitnotering (week 1 t/m 16): 12-02-2011 t/m 28-05-2011 Hitnotering (week 17): 11-06-2011 Hitnotering (week 18 t/m 22): 09-07-2011 t/m 06-08-2011 Hitnotering (week 23): 20-08-2011 | Hitnotering (week 1 t/m 16): 12-02-2011 t/m 28-05-2011 Hitnotering (week 17): 11-06-2011 Hitnotering (week 18 t/m 22): 09-07-2011 t/m 06-08-2011 Hitnotering (week 23): 20-08-2011 | Hitnotering (week 1 t/m 16): 12-02-2011 t/m 28-05-2011 Hitnotering (week 17): 11-06-2011 Hitnotering (week 18 t/m 22): 09-07-2011 t/m 06-08-2011 Hitnotering (week 23): 20-08-2011 | Hitnotering (week 1 t/m 16): 12-02-2011 t/m 28-05-2011 Hitnotering (week 17): 11-06-2011 Hitnotering (week 18 t/m 22): 09-07-2011 t/m 06-08-2011 Hitnotering (week 23): 20-08-2011 | Hitnotering (week 1 t/m 16): 12-02-2011 t/m 28-05-2011 Hitnotering (week 17): 11-06-2011 Hitnotering (week 18 t/m 22): 09-07-2011 t/m 06-08-2011 Hitnotering (week 23): 20-08-2011 | Hitnotering (week 1 t/m 16): 12-02-2011 t/m 28-05-2011 Hitnotering (week 17): 11-06-2011 Hitnotering (week 18 t/m 22): 09-07-2011 t/m 06-08-2011 Hitnotering (week 23): 20-08-2011 | Hitnotering (week 1 t/m 16): 12-02-2011 t/m 28-05-2011 Hitnotering (week 17): 11-06-2011 Hitnotering (week 18 t/m 22): 09-07-2011 t/m 06-08-2011 Hitnotering (week 23): 20-08-2011 | Hitnotering (week 1 t/m 16): 12-02-2011 t/m 28-05-2011 Hitnotering (week 17): 11-06-2011 Hitnotering (week 18 t/m 22): 09-07-2011 t/m 06-08-2011 Hitnotering (week 23): 20-08-2011 | Hitnotering (week 1 t/m 16): 12-02-2011 t/m 28-05-2011 Hitnotering (week 17): 11-06-2011 Hitnotering (week 18 t/m 22): 09-07-2011 t/m 06-08-2011 Hitnotering (week 23): 20-08-2011 | Hitnotering (week 1 t/m 16): 12-02-2011 t/m 28-05-2011 Hitnotering (week 17): 11-06-2011 Hitnotering (week 18 t/m 22): 09-07-2011 t/m 06-08-2011 Hitnotering (week 23): 20-08-2011 | Hitnotering (week 1 t/m 16): 12-02-2011 t/m 28-05-2011 Hitnotering (week 17): 11-06-2011 Hitnotering (week 18 t/m 22): 09-07-2011 t/m 06-08-2011 Hitnotering (week 23): 20-08-2011 | Hitnotering (week 1 t/m 16): 12-02-2011 t/m 28-05-2011 Hitnotering (week 17): 11-06-2011 Hitnotering (week 18 t/m 22): 09-07-2011 t/m 06-08-2011 Hitnotering (week 23): 20-08-2011 | Hitnotering (week 1 t/m 16): 12-02-2011 t/m 28-05-2011 Hitnotering (week 17): 11-06-2011 Hitnotering (week 18 t/m 22): 09-07-2011 t/m 06-08-2011 Hitnotering (week 23): 20-08-2011 | Hitnotering (week 1 t/m 16): 12-02-2011 t/m 28-05-2011 Hitnotering (week 17): 11-06-2011 Hitnotering (week 18 t/m 22): 09-07-2011 t/m 06-08-2011 Hitnotering (week 23): 20-08-2011 | Hitnotering (week 1 t/m 16): 12-02-2011 t/m 28-05-2011 Hitnotering (week 17): 11-06-2011 Hitnotering (week 18 t/m 22): 09-07-2011 t/m 06-08-2011 Hitnotering (week 23): 20-08-2011 | Hitnotering (week 1 t/m 16): 12-02-2011 t/m 28-05-2011 Hitnotering (week 17): 11-06-2011 Hitnotering (week 18 t/m 22): 09-07-2011 t/m 06-08-2011 Hitnotering (week 23): 20-08-2011 | Hitnotering (week 1 t/m 16): 12-02-2011 t/m 28-05-2011 Hitnotering (week 17): 11-06-2011 Hitnotering (week 18 t/m 22): 09-07-2011 t/m 06-08-2011 Hitnotering (week 23): 20-08-2011 | Hitnotering (week 1 t/m 16): 12-02-2011 t/m 28-05-2011 Hitnotering (week 17): 11-06-2011 Hitnotering (week 18 t/m 22): 09-07-2011 t/m 06-08-2011 Hitnotering (week 23): 20-08-2011 |
| Week: | 1 | 2 | 3 | 4 | 5 | 6 | 7 | 8 | 9 | 10 | 11 | 12 | 13 | 14 | 15 | 16 | | 17 | | 18 | |
| --- | --- | --- | --- | --- | --- | --- | --- | --- | --- | --- | --- | --- | --- | --- | --- | --- | --- | --- | --- | --- | --- |
| Positie: | 7 | 1 | 2 | 2 | 7 | 13 | 16 | 26 | 30 | 38 | 30 | 45 | 50 | 64 | 86 | 93 | uit | 89 | uit | 79 | |
| Week: | 19 | 20 | 21 | 22 | | 23 | | | | | | | | | | | | | | | |
| Positie: | 61 | 70 | 81 | 76 | uit | 96 | uit | | | | | | | | | | | | | | |